# 大川泰雅
大川 泰雅（おおかわ たいが、1997年〈平成9年〉11月16日 - ）は、日本の俳優、TikToker。愛知県名古屋市出身。本名は不明。実妹がSKE48元メンバー後藤楽々である。「TikTok系俳優」としても呼ばれる。スターダストプロモーション所属。

## 来歴

### 幼稚園時代
ジャッキー・チェーン、仮面ライダー、スーパー戦隊シリーズが大好きだったが、親が厳しかったため、あまりテレビを見ることができない幼少時代を過ごす。しかしテレビに出たいという憧れはずっとあったと語っている。

### 中学生時代
中学受験が終わると、オーディションを経て中学生日記に出演した。その際の撮影の雰囲気が楽しく、プロデューサーに興味を持ったことで、テレビ局に入ることを夢見るようになる。

### 大学生時代
就活でテレビ局を受けたものの、全て不採用になる。落ち込み諦めモードの中、「もう働ければなんでもいい」と、証券会社で働いている先輩の影響もあり証券会社に願書を提出し、内定が決定した。これで一般人になるのか、と思ったという。

### 俳優になったきっかけ
内定が決定した後、当時の交際相手が、他の人に好意を寄せ仲良くしていたことに、耐えられなくなり、自ら別れを告げた。相手に腹を立てながらも、あの時にこうしておけばよかったと後悔した部分もあり、「もう後悔しない人生を送ろう」と決心した。またその頃、普段冗談ばかり言う祖父に、証券会社に入る理由が答えられなかったことを叱責され、「自分のやりたことをやれ」と言われ、改めて自分の道を考えるようになる。その後、実妹後藤楽々のSKE48卒業ライブを見たことで、感動を届けることこそが人間の価値ではないかと思い、自分に感動を与えてくれたテレビ、映画に出演する役者になることが本当にやりたいことだ、と役者になる決心をした。

### 大川泰雅として
俳優になることを両親が許し、ワタナベエンターテインメントに所属することを決定していた。芸能事務所に合格して証券会社の内定式には参加せず、証券会社を辞めた。そして、1000日後までにはドラマの主演を張ると決断した。それまでにLINE LIVE、TikTok、YouTubeをやり始めた。TikTokのショートドラマでバズり、自信が持てた。バズったおかげでTikTokアワードで受賞した。だが2024年1月19日までにはドラマの主演を張ると決めていたが、実現できなかった。しかし映画の主演になると決定した。「これが僕だ」と語っている。

## 人物
- 趣味はピアノ、動画編集（TikTok）、スイーツ、レコード収集[1]。
- 特技は空手一般2段（和道流）、ゴルフ（ベスト72）、殺陣、アクション、日常英会話（英検準一級）[1]
- 資格は英検準一級、普通自動車免許。
- 一番好きな食べ物は寿司[動画 1]。
- 明治大学大学院商学研究科・商学部卒業[動画 2]。
- 高校2年生でオーストラリアに留学したが、あまり英語を身に付けられなかったと語っている。

## 出演

### テレビドラマ
- 魔祓～狐憑編～（2021年10月11日 - 25日、テレビ埼玉） - リョウ 役
- さよならマエストロ〜父と私のアパッシオナート〜 第7話・第8話（2024年2月25日・3月3日、TBS）- 夏目俊平（高校生時代）役[2]
- 初恋ハラスメント（2024年3月30日、中京テレビ） - 深澤 役
- 架空名作劇場 人情刑事 呉村安太郎 第一夜（2025年8月12日、テレビ東京） - 佐藤淳太 役

### TV
- バービーのHappy Pampee（2024年1月24日、31日-、BSJapanext）

### 映画
- きさらぎ駅 Re:（2025年6月13日） - ハヤト 役[3]
- アオショー!（2025年9月5日公開予定） - 樽元大介 役[4][5]

### 舞台
- 「不思議の国のアリス」（2022年8月-） - ドードー役
- 劇団Miss女子会 第五会公演「SEVEN」（2022年12月1日）主演・一朗役
- 「目にすることなき風景」（2021年9月-） - レン役
- 「ビューーーティフル」（2021年12月-） - 新井優斗役
- 朗読劇「同姓同名」（2024年5月） - 大山正紀 役[6]
- 紀伊國屋書店提携公演 たやのりょう一座 第14回公演「ストリッパー物語」（2025年11月〈予定〉）[7]

## 受賞歴
- 2022年
  - YouTube Creator Awards 受賞
- 2023年
  - TikTok Awards Japan（Drama Creator of the Year）部門 受賞[8]